# ASABE
Die American Society of Agricultural and Biological Engineers (ASABE, Amerikanische Gesellschaft landwirtschaftlicher und biologischer Ingenieure) ist eine internationale Gesellschaft für Ingenieure der Bereiche Agrartechnik und Biotechnologie
Die Vorläuferorganisation wurde im Jahr 1907 in St. Joseph, Michigan, wo sich heute noch der Hauptsitz der Organisation befindet, unter dem Namen American Society of Agricultural Engineers (ASAE, Amerikanische Gesellschaft landwirtschaftlicher Ingenieure) gegründet.
Zu den Hauptzwecken gehört die Förderung der agrartechnischen Forschung und Ausbildung, die Herausgabe agrartechnischer Publikationen und die Festlegung verbindlicher Standards für die Agrarindustrie sowie der Austausch zwischen landwirtschaftlichen Ingenieuren. Darüber veranstaltet die ASABE jährlich die 1/4-Scale Tractor Competition. Bei diesem Traktor-Design-Wettbewerb treten Studententeams mit eigenen Traktor-Konstruktionen im Maßstab 1:4 gegeneinander an. Dabei werden unter anderem Leistung, Handhabung und Sicherheit wie auch die schriftliche und mündliche Vorstellung des Produktes bewertet. Die ASABE ist in folgenden Fachbereichen tätig: Bio-Engineering, Erziehung und Ausbildung, Lebensmitteltechnik, Elektro- und Informationstechnologien, Motoren- und Maschinenbau, Boden und Wasser, Umwelt und Strukturen, Ergonomie, Sicherheit und Gesundheitsschutz, Forsttechnik sowie Aquakultur.
Im Jahr 2005 beschlossen die Mitglieder nach längeren Diskussionen, den Namen der American Society of Agricultural Engineers in den heutigen Namen zu ändern, um der wachsenden Bedeutung der Biologie und der Biochemie für die Landwirtschaft Rechnung zu tragen. Heute hat die Vereinigung rund 9.000 Mitglieder in mehr als hundert Ländern weltweit.
Der Vorstand besteht aus 14 gewählten Trustees (Bevollmächtigten).